# Louis de Wellens
Le baron Louis Paul Antoine de Wellens de Ten Meulenberg, né à Anvers le 6 août 1772, où il est mort le 11 janvier 1846, est un homme politique belge, bourgmestre de Bruxelles dans le Royaume des Pays-Bas de 1815 à 1817, puis de 1820 à 1830. Il est l'une des figures notoires de l'orangisme.

## Biographie

### Famille
Louis Paul Antoine, baron de Wellens, issu d'une lignée établie à Anvers depuis au moins la fin du XVIe siècle, est le fils aîné et le cinquième des six enfants de Louis Antoine Joseph de Wellens (1731-1786), écuyer, et d'Hélène Nicolette Geelhand (1732-1810). Il épouse le 26 mai 1801, Marie-Thérèse de Vinck, née le 2 janvier 1773, morte à Bruxelles le 14 janvier 1828, fille de Jean-François-Joseph de Vinck, seigneur de Wuest-Wesel, et d'Hélène-Françoise Stier. Deux enfants naissent de cette union : Jules Louis (né en 1802), bourgmestre de Vilvorde, et Adeline Marie (née en 1807), épouse d'Edmond Joseph de Vinck. 
Louis de Wellens acquiert, en 1810, le domaine des Trois Fontaines à Vilvorde, qu'il considère comme sa résidence de plaisance.

### Carrière politique
À deux reprises, Louis de Wellens exerce les fonctions de bourgmestre de Bruxelles : d'abord de 1815 à 1817, puis de 1820 à 1830. Lorsque la Belgique devient indépendante, Wellens demeure fidèle à ses convictions orangistes et n'exerce plus de rôle officiel.
Au cours de son second mandat maïoral, Louis de Wellens, grâce à sa fortune personnelle, est l'un des fondateurs du Jardin botanique de Bruxelles et de la Société royale d'Horticulture des Pays-Bas en 1826.
Actionnaire et l'un des directeurs de la société Algemeene Nederlandsche Maatschappij, fondée en 1822, Louis de Wellens quitte cette institution lorsqu'elle devient la Société générale de Belgique en 1830.
Durant la révolution belge de 1830, après la représentation de La Muette de Portici du 25 août, sa maison, rue du Fossé aux Loups, est caillassée. Wellens essaie, en vain, de rétablir l’ordre avec le baron Emmanuel Van der Linden d'Hooghvorst, commandant de la garde bourgeoise. Cependant, contrairement à ce dernier, il choisit de ne pas devenir membre du gouvernement provisoire de Belgique et préfère quitter Bruxelles où sa fidélité au roi des Pays-Bas et son hostilité à la révolution l'avaient rendu indésirable.

### Retrait de la vie publique
Nicolas Rouppe le remplace en qualité de bourgmestre de Bruxelles le 22 octobre 1830. En 1831, Louis de Wellens est soupçonné de mener des conspirations orangistes au sein d'un parti antinational, actif notamment durant la campagne des Dix-Jours, réunissant plusieurs membres de la noblesse belge, ainsi que des officiers de haut rang et des hauts fonctionnaires de l'État belge. 
Le 13 juillet 1837, Louis de Wellens, qui résidait depuis quelques années au château de Bierbais à Hévillers, est contraint de mettre en vente publique son domaine des Trois Fontaines, ainsi qu'un lot de terres et prairies jouxtant le domaine qui est acquis par Guillaume Van Volxem, bourgmestre de Bruxelles en fonctions. Louis de Wellens meurt le 11 janvier 1846 à Anvers.

## Honneurs
- Chevalier de l'Ordre du Lion néerlandais.